# Zaleszcze
Zaleszcze (niem. Bienenfuhrt) – nieistniejąca miejscowość w Polsce położona w województwie zachodniopomorskim, w powiecie stargardzkim, w gminie Stargard, 9 km na północny zachód od Stargardu. W latach 1975–1998 miejscowość administracyjnie należała do województwa szczecińskiego. Wchodziła w skład sołectwa Grzędzice.
W 1854 miejscowość należała do powiatu nowogardzkiego. Osadę stanowił jeden budynek, określany jako dom strażnika leśnego, zamieszkały przez 8 osób. Właściwa miejscowo parafia ewangelicka znajdowała się w  Podlesiu.
W 1910 miejscowość określana jako gospoda (karczma), zamieszkiwana przez 6 osób.
W 1949 roku rozporządzeniem ministra administracji publicznej ustalono polską nazwę miejscowości Zaleszcze.